# Traian (gmina w okręgu Jałomica)
Traian – gmina w Rumunii, w okręgu Jałomica. Obejmuje tylko jedną miejscowość Traian. W 2011 roku liczyła 3168 mieszkańców. 